# Saasveld

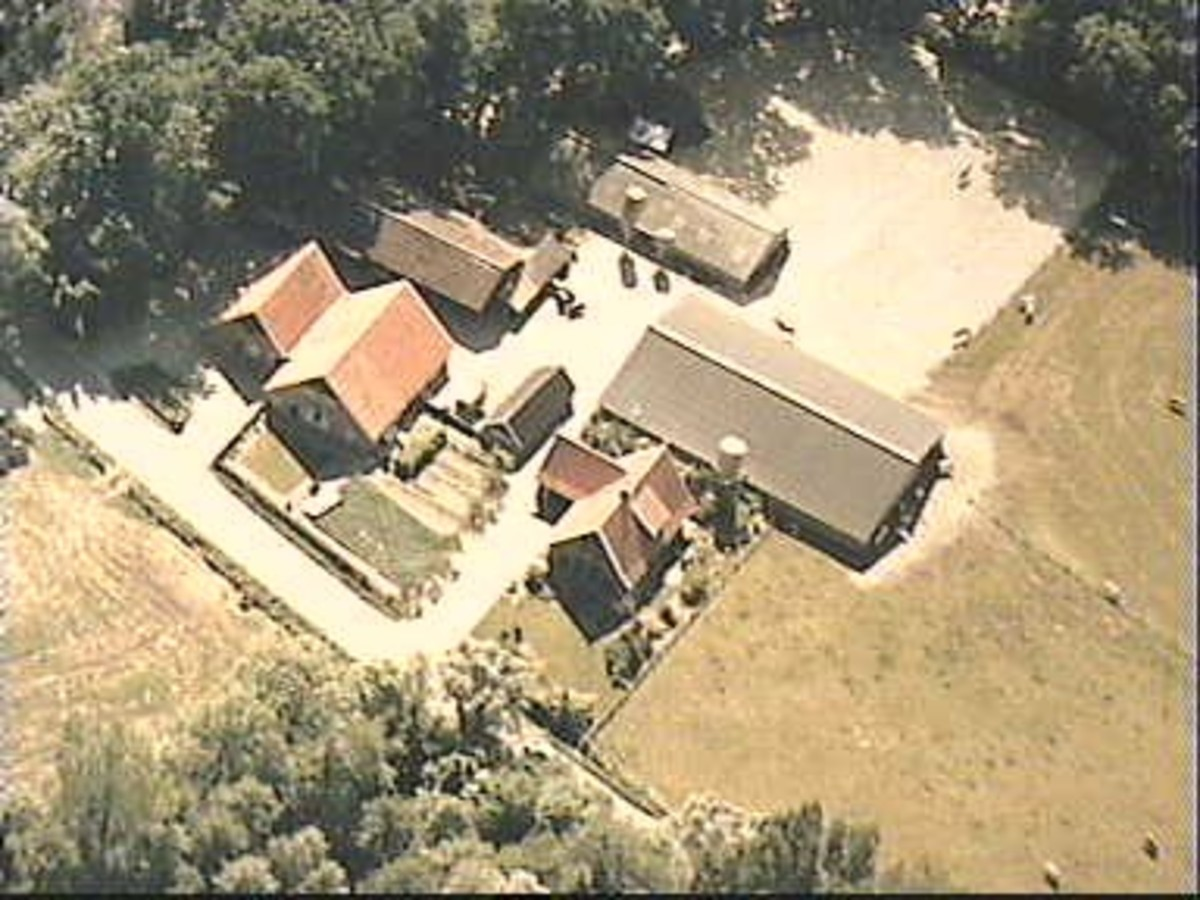
Hof in Saasveld (1985)

Saasveld (nedersaksisch Soasel) ist ein Kirchendorf in der Gemeinde Dinkelland in der Stadsregio Twente der niederländischen Provinz Overijssel.

## Geschichte
Bis zur Umstrukturierung der Gemeinde am 1. Januar 2001 war das Dorf Teil der Gemeinde Weerselo. Am 1. Januar 2024 hatte das Dorf 1.705 Einwohner.
In der Nähe von Saasveld befindet sich eine Windmühle aus dem Jahr 1870, die 1978 restaurierte und in Betrieb befindliche Saasveldermolen.
Die römisch-katholische St.-Plechelmus-Kirche befindet sich im Zentrum von Saasveld. Das heutige Kirchengebäude – seit 1820 das dritte an dieser Stelle aus Stein errichtete Kirchenbauwerk – wurde vom Amersfoorter Architekten Herman Kroes entworfen und 1926 in Auftrag gegeben. Die Glasfenster für Kirche, Pfarrhaus und Auditorium (insgesamt 43) wurden über einen Zeitraum von 30 Jahren von Jan Schoenaker, einem Glasmacher in Oldenzaal, realisiert. An der Stelle der Kirche stand früher das Schloss von Saterslo, dessen Kanalsystem noch erkennbar ist.
Saasveld ist wegen des Ausgehzentrums Bruins, das sich im Zentrum des Dorfes befindet und mehr Besucher beherbergen kann, als der Ort Einwohner hat, regional bekannt. Darüber hinaus lebt die Schauspielerfamilie Kenkhuis in Saasveld, die vor allem für die niederländische Seifenoper Van Jonge Leu en Oale Groond bekannt ist.